# باشگاه فوتبال رن
باشگاه فوتبال رن یا اِستاد رن (به فرانسوی: .Stade Rennais F.C) یک باشگاه فوتبال در شهر رن است که در لیگ ۱ فرانسه بازی می‌کند.
این باشگاه در سال ۱۹۰۱  تأسیس شده‌است.